# مقاطعة ناميبي
ناميبي هـي أحد مقاطعات أنغولا وتقع في الجنوب الغربي، يقدر عدد سكانها بحوالي 500 ألف نسمة وتتربع على مساحة قدرها 57,091 كم2 وعاصمتها هـي المدينة ناميبي.

## الموقع الجغرافي
تقع مقاطعة ناميبي في أقصى جنوب غرب أنغولا ويحدهـا من الغرب المحيط الأطلسي ومن الجنوب ناميبيا ومن الشمال مقاطعة بنغيلا ومن الشرق مقاطعتي كونيني وهويلا.

## الاقتصاد

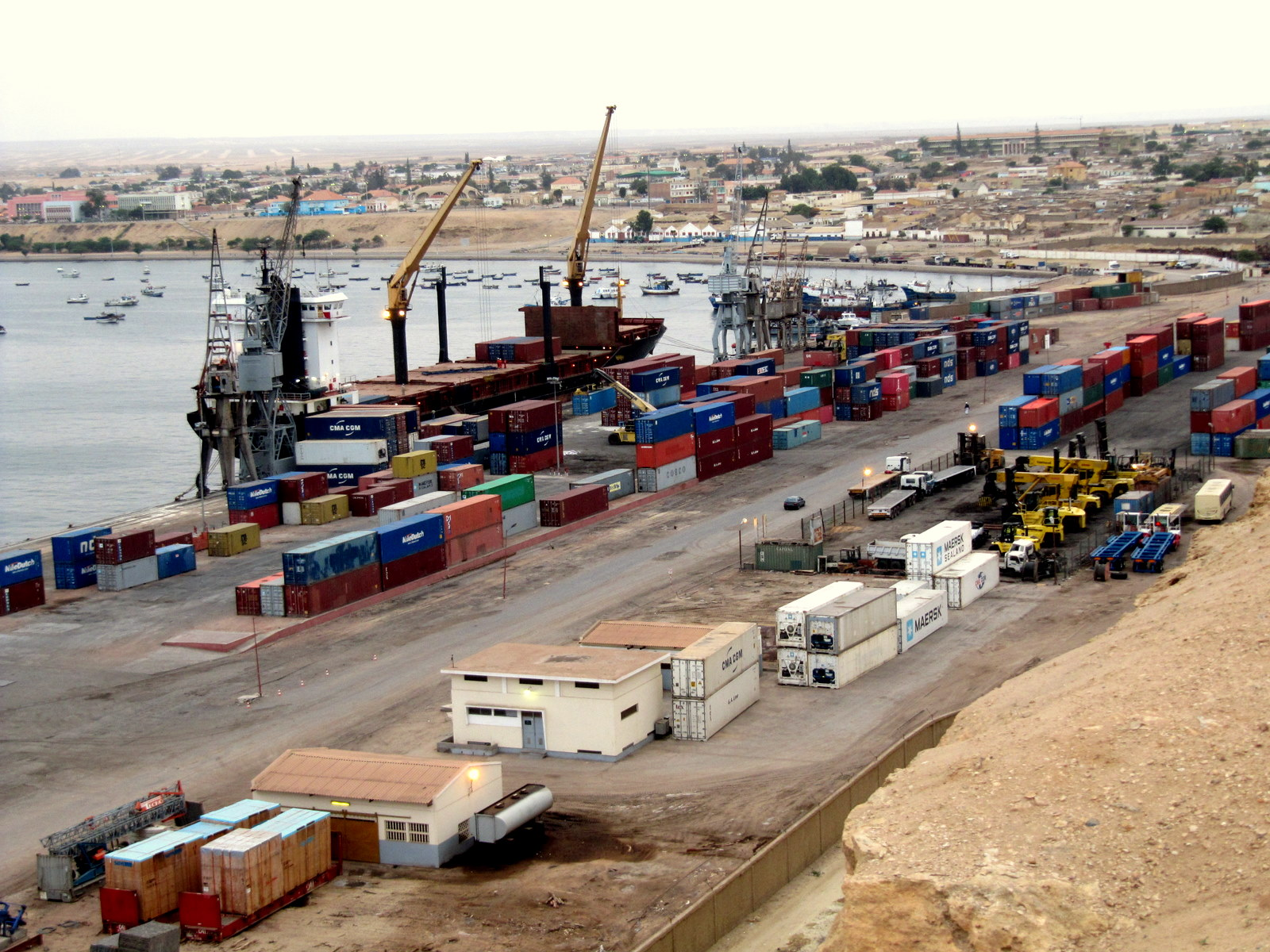
الميناء التجاري ناميبي

الزراعة هي المصدر الرئيسي للدخل في مقاطعة ناميبي، وتتمثل المحاصيل الرئيسية بها في الحمضيات والزيتون والجوافة والدخن والثروة الحيوانية، بما في ذلك تربية الأغنام والماعز. الصيد وسيلة أخرى لكسب الرزق لسكان مقاطعة ناميبي، «تومبـوا» يعـد السوق الرئيسية.
كمـا أن المقاطعة لديها احتياطيات كبيرة من الذهب والنحاس  والمنغنيز والكروم والقصدير والفحم الحجري والرخام، ويعتبر مطار يوري غاغارين والميناء التجاري ناميبي أهم المراكز الرئيسية للنقل لاستيراد وتصدير المنتجات.

## المحافظات
نقسم مقاطعة ناميبي إلى 5 محافظات هي:
- بيبالا
- كاماكويو
- ناميبي
- تومبوا
- فيريي

## البلديات
وتنقسـم إلى 21 بلدية هـي:
| - بايا دوس تيغريس - بايرو دوس كوراساوس - بايرو هيراويس - بينتيابا - بيبالا-سيدي - كايندي - كايتو | - كماكوي-سيدي - شينغو - كاباغومبي - لولا - ماموي - موكابا - موينهو | - سافو-مار - تومبوا - توري دوتامبو - فيريي-سيدي - يونا - ناميبي - لوسيرا |

## روابط خارجية
- الموقـع الرسمـي
- معلومات عـن المقاطعة في موقع إينفـو أنغولا